# ジャック・ウンターベガー
ジャック・ウンターベガー (Johann "Jack" Unterweger, 1951年8月16日 - 1994年6月29日) はオーストリアの連続殺人犯。最初は1974年に1件の殺人で有罪となった。その後、獄中で著作活動を開始し、作品はオーストリアの文学界で注目を集めるようになった。文学界の有力者たちは著作活動を更生した証拠として受け取った。大規模な陳情運動の後、1990年にウンターベガーは仮釈放となった。
釈放後、ウンターベガーは脚本家や記者として活躍した。しかし、数ヶ月のうちに連続殺人を始め、1994年に9件の殺人で再び有罪となった。最期は獄中で自殺した。

## 若年期
ウンターベガーは1951年に生まれた。母親はウィーン生まれのTheresia Unterwegerであり、バーのホステスやウエートレスの仕事をしていた。父親は素性不明のアメリカ人の兵士で、Theresiaとはイタリアのトリエステで出会った。一部の情報源によれば母親は売春婦であったとされる。母親はウンターベガーを妊娠中に詐欺罪で投獄されたが、後に釈放されてオーストリアのグラーツへ赴き、その地でウンターベガーを産んだ。1953年に母親が再び逮捕されると、ウンターベガーはケルンテン州に住む祖父の元で暮らした。祖父は荒くれ者として知られており、よくウンターベガーに家畜の盗難を手伝わせた。
ウンターベガーは青年期に何度も刑務所を出入りした。ウエイターの仕事をしていたが、1966年から1974年の間に16回有罪判決を受けた。罪状のほとんどは窃盗や住居侵入だったが、ポン引きや売春婦への性的暴行もあった。この期間のほとんどを獄中で過ごした。

## 最初の殺人
1974年、ウンターベガーは18歳のドイツ人女性Margaret Schäferを被害者のブラジャーで絞殺した。1976年に逮捕され、終身刑の判決を受けた。その後、獄中で短編小説や詩、戯曲を執筆した。この時期には自伝Purgatory or The Trip to Prison – Report of a Guilty Manも書いており、後にそれを元にドキュメンタリーが制作された。
1985年、ウンターベガーの赦免と釈放を求める運動が開始された。当時、オーストリアの大統領だったルドルフ・キルヒシュレーガーは、裁判で少なくとも15年間は釈放を認めないという決定があったことを理由にこの請願を却下した。著述家や芸術家、記者、政治家 (ほとんどは社会党員) たちは赦免を求めて主張を展開した。そのような主張をした人物の中には2004年にノーベル賞を受賞したエルフリーデ・イェリネクや、ギュンター・グラス、Peter Huemer、Manuskripte誌の編集者Alfred Kolleritschがいる。
1990年5月23日にウンターベガーは釈放された。仮釈放を認めない最短期間である15年が経過した後のことだった。釈放後、ウンターベガーの自伝は学校教育に使用され、彼が制作した児童向け作品がラジオで放送された。ウンターベガー自身も犯罪者の社会復帰について論じるテレビ番組を司会を務めた。また、公共放送局であるORFの報道員としても活躍した。彼が報じた事件の中には、後に彼自身の犯行であるという判決が下ったものもあった。

## 繰り返された犯行
後に当局の調査で明らかになるが、釈放後もウンターベガーは殺人を何度も繰り返していた。チェコスロバキアではBlanka Bockovaという売春婦を殺害し、さらに1990年にオーストリアで7名 (Brunhilde Masser、39歳、Heidi Hammerer、31歳、Elfriede Schrempf、35歳、Silvia Zagler、23歳、Sabine Moitzl、25歳、Karin Eroglu-Sladky、25歳、Regina Prem、32歳) を殺害した。これらの犯行は釈放されてから1年のうちに起こったものだった。全員が自身のブラジャーで絞殺されていた。1991年、ウンターベガーはオーストリアの雑誌出版社に雇われ、ロサンゼルスでの犯罪や、アメリカとヨーロッパでの売春に対する姿勢の差異についての記事を書いた。地元警察と面会し、ロサンゼルスにある風俗街の見回りに参加することすらあった。ウンターベガーがロサンゼルスにいた頃、3名の売春婦 (Shannon Exley、Irene Rodriguez、Peggy Booth) が殴打され、木の枝で性的暴行を加えられた後、自身のブラジャーで絞殺されるという事件が発生した。
オーストリアではウンターベガーは売春婦殺しの被疑者という説が浮上していた。他に被疑者もおらず、警察は厳しく疑いの目を向け、監視下に置いていたが、それは渡米するまでのことだった。表向きは記者として旅立った彼を殺人事件と結びつける証拠はその時点では見つかっていなかった。

## 逮捕と自殺
グラーツの警察は最終的にウンターベガーの逮捕状を発行するのに十分な証拠を集めた。しかし、警察がウンターベガーの自宅を訪れたときには、彼は既にそこを離れていた。当局はウンターベガーとその恋人Bianca Mrakを追跡し、その手はスイスやフランス、アメリカにまで及んだ。最終的に1992年2月27日、フロリダ州マイアミの連邦保安官がウンターベガーを逮捕した。ウンターベガーは逃亡中、オーストリアのメディアを呼び、自身が無実であると説得しようとした。1992年5月27日にオーストリアへ引き渡され、11件の他殺事件で起訴された。そのうちの1件はプラハで、3件はロサンゼルスで発生したものである。陪審は6:2の多数決により9件の殺人で有罪を認める評決を下した (当時のオーストリアの法律では有罪とするのにこれで十分だった)。オーストリアの精神科医Reinhard Hallerは自己愛性パーソナリティ障害と診断し、1994年6月20日に自身の所見を法廷で証言した。1994年6月29日、ウンターベガーは仮釈放無しの終身刑の判決を言い渡された。
その夜、グラーツ・カルラウ刑務所に収監されていたウンターベガーは、トラックスーツのズボンの紐と靴紐をより合わてロープにし、それを用いて縊死した。その結び方はすべての売春婦殺害で見られたものと同じだった。
ウンターベガーは自殺する前に上訴する意思があると主張していた。そのため、オーストリアの法律では、彼の有罪を認める評決は法廷により再調査や承認が行われず、死後に法的拘束力がないと見なされた。

## 大衆文化への影響
2008年、Seduction and Despairと題された公演でジョン・マルコヴィッチがウンターベガーの生涯を演じた。初演はカリフォルニア州サンタモニカのBarnum Hallで上演された。完全に舞台化したものがThe Infernal Comedyと題されて、2009年7月にウィーンで初公演された。その後にヨーロッパ、南・北アメリカ中で上演されている。
2015年、Elisabeth Scharangが監督した映画Jackはウンターベガーに関する内容になっている。
インベスティゲーション・ディスカバリー・チャンネルの犯罪について特集するシリーズHorror at the Cecil Hotel'sのエピソード1402でウンターベガーの事件が取り上げられた。このエピソードは2017年10月16日に放映された。